# Aruj Barbarossa
Aruj Barbarossa, noto in ambito italiano come Oruccio o Arug', chiamato in turco anche Oruç Reis (in arabo عروج  بربروس‎?, ʿArūj Barbarūs; in spagnolo Arrudye; Lesbo, 1474 – 1518), è stato un corsaro albanese Bey e governatore di Algeri, e Beylerbey (governatore capo) del Mediterraneo occidentale.

## Biografia
Nacque nell'isola di Midilli (Lesbo), allora sotto dominio ottomano, nell'odierna Grecia, e fu giustiziato dagli spagnoli a Tlemcen, nell'Algeria, allora ottomana.
Il padre Yakup Ağa era albanese musulmano e faceva parte della guarnigione ottomana nell'isola. La madre era invece greca e si chiamava Caterina.
Divenne noto come Baba Aruj o Baba Oruç (Padre Aruj o Babbo Arug' per corruzione) quando trasportò nel Maghreb un gran numero di rifugiati musulmani (moriscos), cacciati o indotti a fuggire dalla Spagna. Nel folclore europeo divenne noto come Barbarossa (da non confondere tuttavia con Ariadeno, anch'egli soprannominato in tal modo, che era suo fratello minore).

## Antefatti
Aruj era uno dei quattro fratelli, nato negli anni settanta del XV secolo nell'isola di Lesbo (Λέσβος), da padre greco o turco, o albanese, Yakup Ağa e dalla moglie, Katerina.
Secondo gli archivi ottomani, Yakup Ağa era un Tımarlı Sipahi, cioè un cavaliere feudale ottomano, di famiglia originaria di Balıkesir, più tardi trasferitasi nella città ottomana di Vardar Yenice, oggi Giannitsa, presso Tessalonica. Yakup Ağa era tra quanti nel 1462 erano stati incaricati dal sultano Mehmed II di conquistare Lesbo sottraendola alla Repubblica di Genova e come riconoscimento del suo impegno bellico gli era stato attribuito il feudo del villaggio di Bonova. Aveva sposato una ragazza greca di Mitilene, di nome Katerina, e la coppia ebbe due figlie e quattro figli: Ishak, Oruç/Aruj, Hızır e Ilyas. Yakup divenne poi un affermato ceramista e vasaio e acquistò un battello per commerciare i suoi prodotti. I figli aiutarono il padre nella sua attività, mentre nulla si sa circa le figlie.

## Prima carriera
Tutti e quattro i fratelli divennero marinai, impegnati in traffici marittimi e nel commercio internazionale. Aruj fu il primo a impegnarsi nell'arte della navigazione velica, presto raggiunto dal fratello più giovane, Ilyas. Hızır inizialmente aiutò suo padre nell'attività di ceramista e della connessa mercatura, ma poi ottenne di comperare una nave sua propria e cominciò anch'egli l'attività di navigante. Ishak, il primogenito, rimase a Mitilene e fu coinvolto degli affari finanziari della famiglia. Gli altri tre fratelli inizialmente furono impegnati nella navigazione ma poi divennero corsari nel mar Mediterraneo, scontrandosi spesso con i Cavalieri dell'Ordine di San Giovanni di Gerusalemme, stabilitisi dopo la riconquista islamica della Terrasanta nell'isola di Rodi. Aruj e Ilyas operarono nel Levante, tra l'Anatolia, la Siria e l'Egitto, mentre Hızır operava nell'Egeo, basando le sue operazioni per lo più a Tessalonica.
Aruj fu un uomo di mare dotato. Aveva imparato l'italiano, lo spagnolo, il francese, il greco e l'arabo già ai primi anni della sua carriera. Mentre tornava da un viaggio di commercio effettuato a Tripoli, assieme a Ilyas fu attaccato da una galea dei Cavalieri di San Giovanni e di Rodi. Ilyas fu ucciso nel combattimento e Aruj fu ferito. La barca del loro genitore fu catturata e Aruj fu fatto prigioniero e detenuto dai Cavalieri nel castello di Bodrum per quasi tre anni. Saputo quale fosse il luogo di detenzione, suo fratello Hızır giunse a Bodrum e aiutò Aruj a evadere.

## Aruj Reis il corsaro

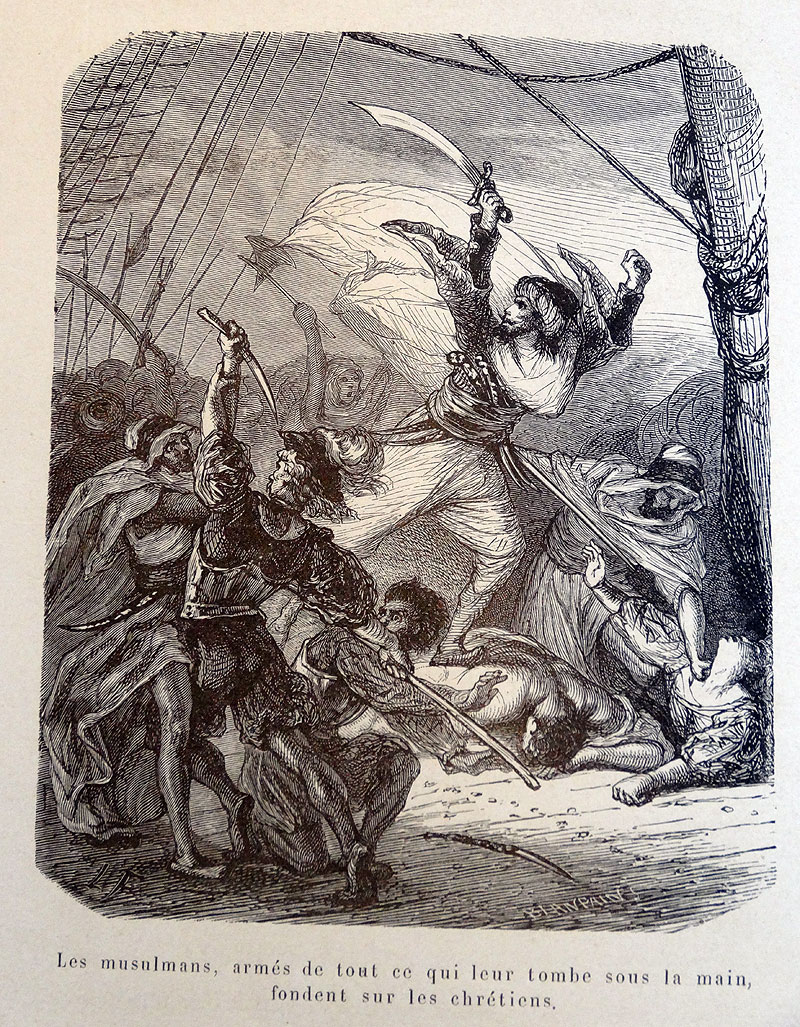
Aruj Reis cattura una galea.

Aruj più tardi giunse ad Antalya, dove ebbe 18 galere dallo Shehzade Korkud, un principe ottomano e governatore della città, e fu incaricato di combattere contro i Cavalieri di San Giovanni, che avevano arrecato seri danni alla navigazione e al commercio ottomani proteggendo validamente le coste europee. Negli anni che seguirono, quando Shehzade Korkud divenne governatore di Manisa, Aruj ricevette una flotta più numerosa, articolata su 24 galere che facevano capo al porto di Smirne e gli fu ordinato di partecipare alla spedizione navale ottomana contro la Puglia, in cui Aruj cannoneggiò numerosi forti costieri e catturò due navi. Sulla via del ritorno a Lesbo, si fermò a Eubea e catturò tre galeoni e un'altra nave. Raggiunta Mitilene con questi vascelli catturati, Aruj venne a sapere che Shehzade Korkud, fratello del nuovo sultano ottomano, era fuggito in Egitto per evitare di essere ucciso a causa di dispute successorie — pratica comune in quel tempo nel Casato di Osman. Temendo fastidi a causa delle sue ben note ottime relazioni col principe ottomano in esilio, Aruj fece vela verso l'Egitto, dove s'incontrò con Shehzade Korkud al Cairo e ottenne che gli fosse data udienza presso il sultano Mamelucco Qanṣūh al-Ghūrī, che gli affidò un'altra nave e lo incaricò di effettuare incursioni e razzie contro le coste dell'Italia e le isole mediterranee sotto controllo delle Potenze cristiane. Dopo aver passato l'inverno al Cairo, egli salpò quindi da Alessandria e prese a operare lungo le coste della Liguria e della Sicilia.
Nel 1503 Aruj Reis prese altre 3 imbarcazioni e fece dell'isola di Gerba la sua nuova base, operando perciò nel Mediterraneo occidentale. Il fratello Hızır raggiunse Aruj Reis a Gerba.
Nel 1504 i due fratelli chiesero ad Abū ʿAbd Allāh Muhammad Hamis, sultano hafside di Tunisia, il permesso di usare il porto strategicamente importante della Goletta per le loro attività. Ottennero questo diritto, a condizione di consegnare un terzo delle loro prede al sultano. Aruj Reis, al comando di piccole galeotte, catturò due galee nei pressi dell'isola d'Elba. Più tardi, vicino a Lipari, i due fratelli catturarono una nave siciliana, la Cavalleria, con 380 soldati spagnoli e 60 cavalieri aragonesi a bordo, che dalla Spagna si stavano dirigendo alla volta di Napoli.
Nel 1505 i fratelli effettuarono razzie ed eccidi lungo le coste della Calabria. Queste azioni accrebbero ancor più la loro notorietà e i due fratelli furono raggiunti da un certo numero di altri corsari musulmani, incluso Kurtoğlu (noto in Occidente come Curtogoli).
Nel 1508 essi misero a ferro e fuoco senza alcuno scrupolo le coste della Liguria, particolarmente Diano Marina.
Nel 1509 anche Ishak lasciò Mitilene e raggiunse i fratelli a La Goulette. La fama di Aruj Reis crebbe quando, tra il 1504 e il 1510, trasportò Mudéjar musulmani dalla Spagna ormai cristiana, in Nordafrica. I suoi sforzi nel soccorrere i musulmani spagnoli gli procurarono il soprannome di Baba Oruç (Padre Aruj) che, forse, per assonanza (sia in spagnolo, italiano e francese) si mutò in questi contesti linguistici in "Barbarossa", estesosi poi anche al fratello Hızır.
Nel 1510 i tre fratelli effettuarono incursioni a Capo Passero, in Sicilia, e respinsero un attacco spagnolo a Bugia, Orano e Algeri.

Nell'agosto del 1511 le incursioni e gli eccidii coinvolsero le aree attorno a Reggio Calabria, nell'Italia meridionale. 
Nell'agosto del 1512, il governante esiliato di Bugia invitò i fratelli a cacciare gli spagnoli e durante la battaglia Aruj Reis perse il braccio sinistro. L'incidente gli fece attribuire il nomignolo di Gümüş Kol (Braccio d'argento in turco), in riferimento alla sua protesi d'argento che sostituiva l'arto mancante. Più tardi, in quello stesso anno, i tre fratelli razziarono le coste dell'Andalusia, in Spagna, catturando una galeotta della famiglia Lomellini di Genova, che possedeva l'isola di Tabarca in quell'area. I fratelli perciò sbarcarono a Minorca e presero la fortezza costiera e poi, volgendosi contro la Liguria, conquistarono 4 galee genovesi vicino a Genova. I Genovesi inviarono una flotta per riprendersi le navi ma i fratelli catturarono anche la nave ammiraglia di questa flotta. Dopo aver preso un totale di 23 navi in meno di un mese, i fratelli veleggiarono in direzione della Goletta.
Qui furono costruite tre nuove galeotte e una polveriera. Nel 1513 i fratelli catturarono 4 navi inglesi che tornavano in Francia, effettuarono raid a Valencia, dove presero altre 4 navi, e poi puntarono su Alicante e rubarono una galera spagnola presso Malaga.
Nel 1513 e 1514 i fratelli impegnarono squadre navali spagnole in numerose occasioni e si spostarono quindi nella loro nuova base di Cherchell, a est di Algeri. Nel 1514, con 12 galeotte e 1.000 uomini, distrussero 2 fortezze spagnole a Bugia, e quando una flotta spagnola, sotto il comando di Miguel de Gurrea, viceré di Maiorca, giunse per prestar loro aiuto, i fratelli si diressero su Ceuta e misero a ferro e fuoco la città prima di conquistare Jijel, in Algeria, che era allora sotto controllo genovese. Più avanti essi presero al-Mahdiyya, in Tunisia. Dopodiché fecero incursioni ed ogni genere di efferatezze lungo le coste della Sicilia, Sardegna, le Isole Baleari e il territorio spagnolo, prendendo qui tre grandi navi.
Nel 1515 catturarono vari galeoni, una galea e tre imbarcazioni minori a Maiorca. Ancora nel 1515 Aruj Reis inviò doni preziosi al sultano ottomano Selim I che, in contraccambio, gli dette due galee e due spade incrostate di diamanti.
Nel 1516, assieme a Kurtoğlu, i tre fratelli assediarono il castello dell'Isola d'Elba, prima di puntare una volta di più sulla Liguria, dove catturarono 12 navi e ne danneggiarono altre 28.

## Governante di Algeri
Nel 1516 i fratelli ebbero successo nel liberare Jijel e Algeri dagli spagnoli, assumendo il controllo delle due città e delle regioni circostanti, obbligando il precedente governante, Abu Hamo Musa III, della dinastia dei Beni Ziyad, a fuggire. Gli spagnoli di Algeri cercarono rifugio nell'isola di Peñón, presso Algeri, e chiesero all'Imperatore Carlo V, re di Spagna, d'intervenire, ma la flotta spagnola non riuscì a forzare i tre fratelli ad abbandonare Algeri.
Dopo aver consolidato il suo potere ed essersi proclamato nuovo Sultano di Algeri, Aruj Reis s'impegnò ad ampliare i suoi domini di terraferma e conquistò Miliana, Medea e Ténès. Divenne famoso per aver trasportato cannoni navali attraverso i deserti del Nordafrica. Nel 1517 i fratelli colpirono Capo Limiti e in seguito Isola di Capo Rizzuto in Calabria.

## Algeri si unisce all'Impero ottomano
Per Aruj Reis la miglior difesa contro la Spagna era quella di unirsi all'Impero ottomano, la sua stessa patria natia e la principale rivale della Spagna sui mari del Mediterraneo occidentale. Per questo egli rinunciò nel 1517 al suo titolo di sultano di Algeri a favore del sultano ottomano. Il sultano di Istanbul accettò che Algeri fosse trasformata in Sanjak (sangiaccato, provincia) ottomano, nominando Aruj come sanjak-bey (Governatore) di Algeri e Beylerbey (Governatore generale) del Mediterraneo occidentale, promettendogli il suo sostegno in Giannizzeri, galee e cannoni.

## Impegni finali e morte di Aruj Reis e Ishak
Gli spagnoli ordinarono ad Abū Zayyān, che avevano nominato nuovo governante di Tlemcen e Orano, di attaccare per via di terra Aruj Reis, ma Aruj - conosciuto in anticipo il piano - prevenne il rivale, attaccando lui per primo Tlemcen, conquistandola e mettendo a morte Abū Zayyān. L'unico sopravvissuto della dinastia di Abū Zayyān fu lo sceicco Buhammud (Abu Hammud), che fuggì da Orano e invocò l'aiuto spagnolo.
Nel maggio 1518, l'Imperatore Carlo V arrivò a Orano e fu ricevuto dal sultano Buhammud e dal governatore spagnolo della città, Diego de Córdoba, marchese di Comares, che comandava una forza di 10.000 soldati spagnoli. Raggiunti da migliaia di beduini, gli spagnoli marciarono su Tlemcen, dove Aruj Reis e Ishak lo aspettavano con 1.500 turchi e 5.000 guerrieri indigeni. Insieme difesero Tlemcen per 20 giorni, ma furono infine catturati in combattimento dalle forze di Garcia de Tineo e impiccati nella pubblica piazza.
L'ultimo fratello sopravvissuto, Khayr al-Din Barbarossa (ossia Hızır Reis), ereditò dal fratello il posto, il soprannome di Barbarossa e la missione.

## Retaggio
Aruj Reis garantì la presenza ottomana in Nordafrica, che durò de facto per 4 secoli, fino alla perdita dell'Algeria nel 1830 ad opera della Francia, della Tunisia (che divenne protettorato francese nel 1881), della Libia ad opera dell'Italia a seguito della guerra italo-turca del 1911-12, senza dimenticare la perdita de jure dell'Egitto e del Sudan nel 1914 ad opera del Regno Unito, dopo che l'Impero ottomano si era unito alle Potenze Centrali nella prima guerra mondiale (ma, de facto l'Egitto era già stato assoggettato finanziariamente a Londra a seguito del fallimento intervenuto all'epoca del Chedivè Isma'il Pascià).

La Repubblica di Turchia rinunciò ufficialmente ai restanti diritti ottomani in alcuni territori dell'Egitto e del Sudan con il Trattato di Losanna del 1923.
Numerosi sottomarini della Marina turca sono stati chiamati col nome di Aruj Reis.